# بريان غان
بريان غان (بالإنجليزية: Bryan Gunn)‏ (22 ديسمبر 1963 في المملكة المتحدة - ) هو مدرب كرة قدم ولاعب كرة قدم بريطاني في مركز حراسة المرمى، شارك في كأس العالم 1990. وشارك مع منتخب اسكتلندا لكرة القدم. أما مع النوادي، فقد لعب مع نادي أبردين ونادي هيبرنيان ونورويتش سيتي.

## مسيرته الكروية
لعب بريان غان خلال مسيرته الاحترافية مع 3 أندية في ثمانية عشر موسمًا ولم يسجل خلالها أي هدف ضمن 417 مباراة. حيث فاز في ثلاثة مواسم بالكأس وفي موسمين بالدوري.
خاض بريان غان مسيرته مع نادي أبردين في موسم 1982–83 ليلعب معه خمسة مواسم، مشاركًا في 15 مباراة ولم يسجل أي هدف. ثم انتقل إلى نادي نورويتش سيتي في موسم 1986–87 ليلعب معه اثنا عشر موسمًا، حيث شارك في 390 مباراة ولم يسجل أي هدف أيضًا. لينتقل بعدها إلى نادي هيبرنيان في موسم 1997–98 لمدة موسم واحد، مشاركًا في 12 مباراة ولم يسجل أي هدف أيضًا.

## وصلات خارجية
- بريان غان على موقع الاتحاد الدولي (مؤرشف)  (الإنجليزية)
- بريان غان على موقع قاعدة بيانات كرة القدم.إي يو (الإنجليزية)
- بريان غان على موقع ناشيونال فوتبول تيمز (الإنجليزية)
- بريان غان على موقع Soccerbase.com (لاعب) (الإنجليزية)
- بريان غان على موقع Soccerbase.com (مدرب) (الإنجليزية)
- بريان غان على موقع عالم كرة القدم.نت (الإنجليزية)